# Puya bermejana
Puya bermejana är en gräsväxtart som beskrevs av S.E.Gómez, Slanis och A.Grau. Puya bermejana ingår i släktet Puya och familjen Bromeliaceae. Inga underarter finns listade i Catalogue of Life.